# Sudokube
Il Sudokube (o Sudoku Cube)  è un twisty puzzle, precisamente un incrocio tra un Sudoku ed un Cubo di Rubik.
Il puzzle in questione è un normale cubo di Rubik 3×3×3, che al posto dei colori ha su ogni quadratino dei numeri da 1 a 9, tutti con lo stesso colore di sfondo, come nel Sudoku.
Per completarlo bisogna posizionare su ogni faccia tutti i numeri da 1 a 9, così come nei quadrati interni al Sudoku.
Esistono in totale 12 versioni di questo cubo, ed inoltre la variante del SudoKube 4×4×4.